# Acanthistius ocellatus
Acanthistius ocellatus es una especie de pez del género Acanthistius, familia Serranidae. Fue descrita científicamente por Günther en 1859.
Se distribuye por la región del Pacífico Suroeste. La longitud total (TL) es de 45 centímetros. Es una especie bentónica que habita en zonas costeras.
Está clasificada como una especie marina inofensiva para el ser humano.